# Filk

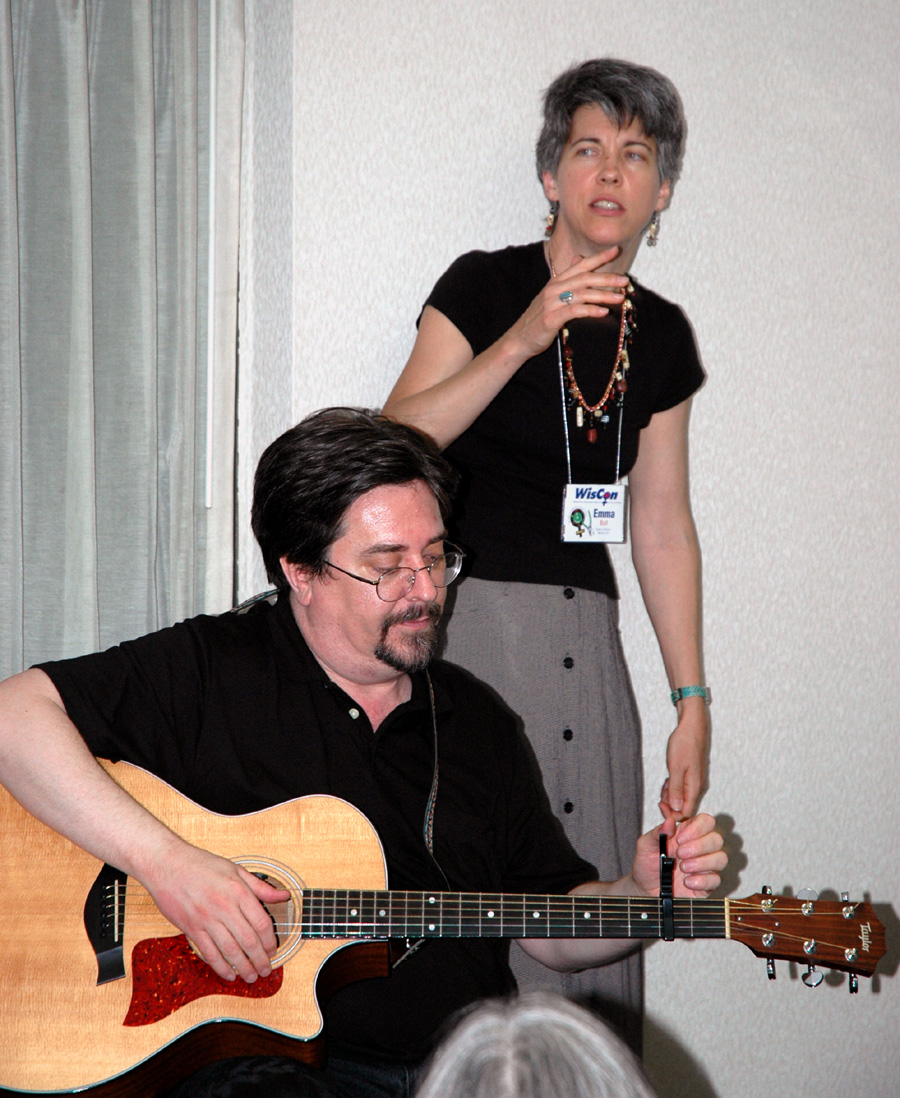
Patrick Nielsen Hayden en Emma Bull, maken muziek in Wiscon, 2006

Filk of filkmuziek is een muziekgenre en gemeenschap die verband houdt met sciencefiction-, fantasy- en horrorfandom. Het genre bestaat sinds het begin van de jaren vijftig en wordt voornamelijk gespeeld sinds het midden van de jaren zeventig. Het heeft de grootste aanhang in de Verenigde Staten.

## Etymologie en definities
De term "filk" dateert van vóór 1955 en ontstond als typografische fout.
Interfilk, een goed doel dat in Californië is geregistreerd om "culturele uitwisseling te [bevorderen] door middel van filkmuziek", gebruikt een definitie gebaseerd op een artikel van Jordin Kare getiteld "Filk Music", oorspronkelijk gepubliceerd door Sing Out! tijdschrift. Kare citeert Nick Smith van de Los Angeles Filkharmonics, en kan vertaald worden als:
Het is een mix van parodieën op liedjes en originele muziek, humoristisch en serieus, over onderwerpen als science fiction, fantasy, computers, katten, politiek, het ruimtevaartprogramma, boeken, films, tv-shows, liefde, oorlog, dood... en vat samen dat "bijna alles in een filkcirkel gezongen kan worden".
Daardoor is een andere definitie die mogelijk is: Filk is alles wat wordt gezongen of uitgevoerd door het netwerk van mensen die oorspronkelijk samenkwamen om te zingen op sciencefiction- of fantasyconventies.
Een andere definitie richt zich op filkers als een gemeenschap van degenen die geïnteresseerd zijn in filkmuziek en die deel uitmaken van het sociale netwerk dat zichzelf identificeert met filk-zingen. Zoals later in dit artikel wordt beschreven, benadrukt de oorsprong van filk in sciencefictionconventies en de huidige organisatie ervan het sociale-netwerkaspect van filk. Filk bevat een sterk sociaal aspect waarbij de artiest samenwerkt met het publiek (bijvoorbeeld door meezingen aan te moedigen, via call-response nummers of met een stukje dicussie met publiek voor het begin van een nummer), in tegenstelling tot de meeste moderne concerten. Dit aspect is beschreven in een toespraak van etnomusicoloog Sally Childs-Helton.

## Stijlen en onderwerpen
Het scala aan onderwerpen in filkliedjes komt voort uit de culturele wortels van fandom. Veel liedjes eren specifieke werken in sciencefiction, fantasy of speculatieve fictie . Andere nummers gaan over wetenschap, ruimtevaart, fantasiewerelden, computers, technologie in het algemeen of waarden die verband houden met technologische verandering.
Een groot aantal filkliederen zijn parodieën, of het nu in de oorspronkelijke zin is van simpelweg hergebruik van een deuntje, of in de moderne zin van specifiek humoristisch hergebruik.
Een subtype van filknummers is het "ose" -nummer, een nummer over thema's als dood en somberheid. De term is afgeleid van het woord "somber", zoals in "ose, somber, nog meer ose". Een ander subtype is nummers die gaan over filk als muziekgenre, en over sciencefictieconventies.

## Geschiedenis
In het begin van de jaren vijftig begon de term filkmuziek in de Verenigde Staten als een spelfout van folkmuziek in een essay van Lee Jacobs, "The Influence of Science Fiction on Modern American Filk Music". Dit artikel is nooit gepubliceerd, maar Wrai Ballard, een redacteur, vond de typfout op zichzelf grappig en noemde hem herhaaldelijk; Zo werd de typfout van Jacobs de zelfbenoemde term voor het genre en de subcultuur. Het eerste gedocumenteerde opzettelijke gebruik ervan was door Karen Anderson in Die Zeitschrift für vollständigen Unsinn ( The Journal for Utter Nonsense ) nr. 774 (juni 1953), voor een lied geschreven door haar echtgenoot Poul Anderson .
De eerste grotere groep filkzangers ontstond op de World Science Fiction Convention van 1974, toen auteur Bob Asprin publiekelijk de oprichting van een groep vrijwilligers die hij de Dorsai Irregulars noemde aankondigde, die later die avond een zangsessie hielden. In de jaren zeventig en tachtig werd filkzingen een vaker voorkomende en meer erkende activiteit op sciencefictionconventies. Sommige organisatoren van congressen begonnen 's avonds laat hotelruimte toe te wijzen aan filkers, of als dat niet gebeurde vond het filken plaats in gangen, bars of op een andere plaats die de filkers konden vinden. Sommige congresorganisatoren begonnen in de jaren tachtig gasten speciaal uit te nodigen voor hun filken. Sommige gespecialiseerde congressen waren volledig gericht op filk, te beginnen met FilkCon in Chicago in 1979, georganiseerd door Margaret Middleton en Curt Clemmer, later vergezeld door BayFilk in Noord-Californië; het Ohio Valley Filk Fest (OVFF) in Columbus, Ohio; ConChord in Los Angeles en in San Diego, Californië; GAFlk in Atlanta, Georgia; Musicon in Nashville, Tennessee ; FilKOntario nabij Toronto, Ontario; een roterende Britse filkcon, en één (NEFilk) in het noordoosten van de VS; en het Duitse FilkCONtinental.

## Filkcirkels

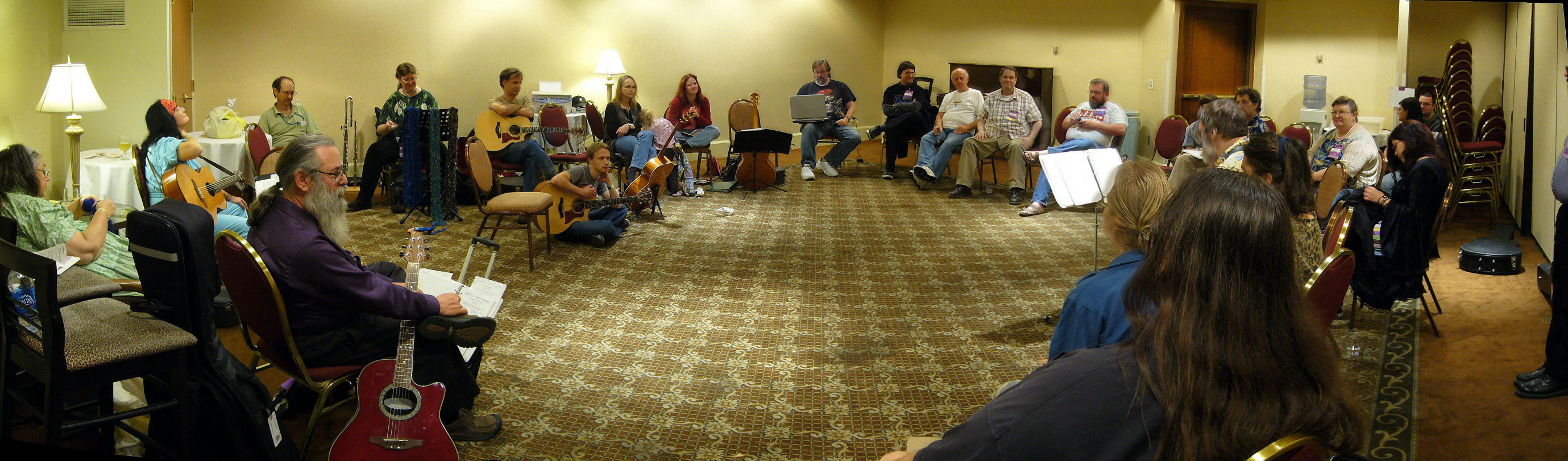
Een filkcirkel op BayCon 2006

Filkzingen op conventies gebeurt over het algemeen in een Filkcirkel. Hierbij wordt de ruimte gevuld met filkers in een cirkel, vaak beginnend in de avond tot diep in de nacht.
Er worden veel verschillende muziekinstrumenten gebruikt in een filkcirkel, maar het meest voorkomende is de akoestische gitaar.
Deelnemers wisselen af wie optreedt door een lied te spelen, en vaak wordt de rest van de cirkel aangemoedigd mee te zingen. Er worden verschillende systemen gebruikt om te zorgen dat iedereen mee kan doen.
In een Bardische cirkel gaat het optreden rond de kring, zodat iedereen 1 voor 1 een lied speelt. Hierdoor kan iedereen spelen maar het kan erg lang duren voordat iemand aan de beurt is, en vaak is er weinig relatie tussen liedjes die na elkaar worden gespeeld omdat filkers geen lied kennen dat goed past bij het vorige lied.
In een chaotische cirkel kan iedereen aangeven het volgende lied te willen spelen, er is nadruk op zorgen dat liedjes goed passen bij het vorige lied (in stijl of in inhoud), maar het kan lastig zijn voor nieuwe of verlegen filkers om aan de beurt te komen.
In een token cirkel wordt geprobeerd om hier tussenin te zitten. Iedereen krijgt fysieke tokens, bijvoorbeeld pokerchips, die ingeleverd moeten worden om een lied te mogen spelen. Hierdoor komt iedereen uiteindelijk aan de beurt, maar kan de volgorde wel afhangen van logische opvolging van nummers.
In alle soorten cirkels is er een etiquette gebaseerd op het idee dat er geen minimumeisen zijn aan een optreden. Ook onervaren artiesten wordt aangemoedigd iets te spelen, zonder kritiek.

## Pegasusprijzen
De Pegasusprijzen zijn prijzen voor de beste Filk artiesten en nummers. De prijzen worden uitgereikt tijdens het Ohio Valley Filk Festival. Het OVFF-congres comité vraagt nominaties voor finalisten voor de Pegasus Awards (de nominatiestemming) tijdens het late voorjaar en de zomer. Er is ook een opiniepeiling die gedurende het jaar wordt gehouden om geïnteresseerde mensen te helpen brainstormen over ideeën voor de nominatiestemming.
Het stembiljet voor de finalisten wordt in het vroege najaar verspreid en moet vóór de openingsavond van OVFF zijn teruggestuurd. Stemmen kan online worden gedaan – om finalisten te nomineren of om op de finalisten zelf te stemmen. De laatste stemronde vindt plaats bij OVFF zelf, waar handgeschreven stembiljetten worden verzameld na het jaarlijkse Pegasus-concert. Het gehele proces wordt beheerd door de OVFF-congrescommissie.

## Filk Hall of Fame
De Filk Hall of Fame werd in 1995 door David Hayman opgericht als aanvulling op de Pegasus Awards. Iedereen kan een nominatie insturen on een nummer toe te voegen aan de Filk Hall of Fame.